# Waldsteinia
Waldsteinia  Willd. è un genere di piante della famiglia delle Rosacee.

## Tassonomia
Il genere comprende le seguenti specie:
- Waldsteinia fragarioides (Michx.) Tratt.
- Waldsteinia geoides Willd.
- Waldsteinia idahoensis Piper
- Waldsteinia lobata (Baldwin) Torr. & A.Gray
- Waldsteinia tanzybeica Stepanov
- Waldsteinia ternata (Stephan) Fritsch